# Wilhelm Meyer (Politiker, 1793)
Wilhelm Meyer (* 7. Juli 1793 in Deckbergen; † 18. November 1868 ebenda) war ein deutscher Landwirt und Mitglied der kurhessischen Ständeversammlung.

## Leben
Wilhelm Meyer hatte in seinem Heimatort eine Landwirtschaft gepachtet, als er von den schaumburgischen Bauern ein Mandat für den kurhessischen Landtag erhielt. Er war von 1831 bis 1832 und von 1839 bis 1841 Mitglied in dem Parlament, das nach den Unruhen im Jahre 1830 zur Beratung und Verabschiedung einer Verfassung gebildet wurde.